# بيل جارنر (لاعب كرة سلة)
بيل جارنر (17 يونيو 1940 في الولايات المتحدة - ) (بالإنجليزية: Bill Garner)‏ هو لاعب كرة سلة أمريكي في مركز الوسط. لعب مع Portland Pilots men's basketball ‏.

## وصلات خارجية
- بيل جارنر على موقع سبورتس رفرنس (الإنجليزية)
- بيل جارنر على موقع كلية كرة السلة في سبورتس رفرنس.كوم (الإنجليزية)
- بيل جارنر على موقع ريلجم (الإنجليزية)
- بيل جارنر على موقع بروبوليرز (الإنجليزية)